# Paula Arias Manjón
Paula Arias Manjón (* 26. Februar 2000) ist eine spanische Tennisspielerin.

## Karriere
Arias Manjón spielt vor allem auf der ITF Women’s World Tennis Tour und konnte dort bislang einen Titel im Einzel und drei im Doppel gewinnen.
Bei den French Open 2016 gewann sie das Juniorinnendoppel an der Seite von Olga Danilović. Sie gewannen das Finale mit 3:6, 6:3 und [10:8] gegen Olessja Perwuschina und Anastassija Sergejewna Potapowa. Bei den US Open 2016 erreichte sie ebenfalls im Juniorinnendoppel mit ihrer Partnerin Eva Guerrero Álvarez das Achtelfinale. 2017 erreichte sie bei den US Open 2017 im Juniorinneneinzel ebenfalls das Achtelfinale.

## Turniersiege

### Einzel
| Nr. | Datum          | Turnier | Kategorie | Belag | Finalgegnerin | Ergebnis |
| --- | -------------- | ------- | --------- | ----- | ------------- | -------- |
| 1.  | 30. April 2023 | Telde   | ITF W15   | Sand  | Kaylah McPhee | 7:5, 6:4 |

### Doppel
| Nr. | Datum              | Turnier  | Kategorie   | Belag     | Partnerin            | Finalgegnerinnen                        | Ergebnis         |
| --- | ------------------ | -------- | ----------- | --------- | -------------------- | --------------------------------------- | ---------------- |
| 1.  | 30. September 2017 | Melilla  | ITF $15.000 | Sand      | Eva Guerrero Álvarez | Noelia Bouzo Zanotti Ángela Fita Boluda | 4:6, 6:4, [10:3] |
| 2.  | 8. September 2018  | Monastir | ITF $15.000 | Hartplatz | Andrea Lázaro García | Chiraz Bechri Andrea Ka                 | 6:1, 6:0         |
| 3.  | 15. September 2018 | Monastir | ITF $15.000 | Hartplatz | Andrea Lázaro García | Nadia Echeverría Alam Anna Popescu      | 7:5, 6:0         |